# Paraguayische Fußballnationalmannschaft
Die paraguayische Fußballnationalmannschaft (Guaraní: Poravo Paraguáigua Vakapipopo pegua, spanisch Selección de fútbol de Paraguay) ist die Fußball-Auswahl von Paraguay und wird durch den nationalen Fußballverband Asociación Paraguaya de Fútbol geleitet.
Die Trikotfarben der Nationalmannschaft sind rot-weiß (Trikot) und blau (Hose und Stutzen).

## Geschichte

### Die Anfänge (1906–1930)
Kurz nachdem der Fußball in Paraguay durch den Niederländer William Paats bekannt gemacht worden war, gründete sich 1906 die Liga Paraguaya de Futbol (heute: Asociación Paraguaya de Fútbol). 1910 fand sich die erste Nationalmannschaft zusammen und spielte gegen den argentinischen Verein Hércules of Corrientes. Diesem Spiel ging einer Einladung des argentinischen Vereins voraus. Das Spiel endete 0:0.
Aufgrund der hohen Zahl an Einladungen zu Freundschaftsspielen und Turnieren entschied der paraguayische Fußballverband, eine offizielle Nationalmannschaft einzuführen. 1919 wurde die Einladung zur Campeonato Sudamericano 1921 angenommen. Im gleichen Jahr fand auch das erste offizielle Länderspiel von Paraguay statt. Gegner war Argentinien, und diese gewannen mit 5:1.
Aufgrund der Teilnahme an der Copa América trat der Verband 1925 der FIFA bei.
Bei der Copa América überraschte Paraguay, indem die Mannschaft den dreimaligen Sieger des Turniers Uruguay im ersten Spiel mit 2:1 besiegte. Nach zwei Niederlagen gegen Argentinien und Brasilien beendete die paraguayische Nationalmannschaft ihr erstes internationales Turnier mit dem letzten Platz.
1930 nahm Paraguay an der ersten Fußball-Weltmeisterschaft teil. In Uruguay traf die Mannschaft auf die Vereinigten Staaten und Belgien. Nach einer 0:3-Niederlage gegen die US-Amerikaner gewann Paraguay gegen Belgien mit 1:0. Da damals nur die Gruppenersten in die K.-o.-Phase aufstiegen, war an dieser Stelle das Turnier für die Südamerikaner beendet.
An den zwei folgenden Weltmeisterschaften nahm die Mannschaft nicht an der Qualifikation teil.

### Die ersten Erfolge (1930–1970)
Bei den folgenden Copa-América-Turnieren 1929, 1947 und 1949 zeigte Paraguay sehr gute Leistungen.
Die Nationalmannschaft war für die Fußball-Weltmeisterschaft 1950 in Brasilien automatisch qualifiziert, da die Nationalmannschaften von Peru und Ecuador abgesagt hatten. Während der WM-Endrunde spielte Paraguay gegen Schweden und Italien, Indien hatte vorher die Teilnahme abgesagt. Gegen die Schweden spielte Paraguay 2:2, im letzten Gruppenspiel gegen Italien.
verlor die Mannschaft mit 0:2.
1953 konnte mit dem Campeonato Sudamericano 1953 in Peru das erste internationale Turnier gewonnen werden. Paraguay schloss die Endrunde punktegleich mit Brasilien ab und gewann das Entscheidungsspiel um den Titel mit 3:2.
Für die Fußball-Weltmeisterschaft 1954 konnte sich die Albirroja nicht qualifizieren. 1957 schaffte Paraguay die Qualifikation für die WM 1958 in Schweden. Im entscheidenden Spiel wurde das favorisierte Uruguay mit 5:0 geschlagen.
Im ersten Spiel gegen Frankreich führten die Südamerikaner zwischenzeitlich sogar mit 3:2, verloren das Spiel aber doch am Ende mit 3:7. Nach einem 3:2-Sieg über Schottland und einem Unentschieden gegen Jugoslawien erreichte die Mannschaft nur den dritten Platz in der Gruppe. Juan Bautista Agüero erzielte bei diesem Turnier zwei Treffer für Paraguay. Neben Agüero, der später beim FC Sevilla und Real Madrid spielte, standen auch weitere Spieler in der Mannschaft, denen der Sprung nach Europa gelang.
Trotzdem schaffte man die Qualifikation für die nächste WM in Chile 1962 nicht.

### Mehr Einfluss in Südamerika (1970–1990)
Paraguay konnte sich in den 1960er und 1970er Jahren nicht für eine Fußball-Weltmeisterschaft qualifizieren, aber die Erfolge in Südamerika machten aus der Mannschaft einen starken Gegner in Südamerika. 1979 konnte die Copa América gewonnen werden und mit Club Olimpia hatte das Land einen starken Fußballverein, der im selben Jahr die Copa Libertadores gewinnen konnte.
Wichtige Spieler in der Zeit waren Romerito, Carlos Kiese, Alicio Solalinde, Roberto Paredes, Hugo Ricardo Talavera und Eugenio Morel.
Nach 28 Jahren konnte sich Paraguay zum ersten Mal wieder für eine Weltmeisterschaft qualifizieren. Die Fußball-Weltmeisterschaft 1986 fand in Mexiko statt. Die Guaraníes setzten sich in der Qualifikation in der letzten Runde gegen Kolumbien und Chile durch. In Mexiko spielte die Mannschaft in der ersten Runde gegen Mexiko, Belgien und den Irak. Im ersten Spiel konnte man die irakische Nationalmannschaft schlagen. Gegen Mexiko und Belgien erreichte man jeweils ein Unentschieden. Romerito und Roberto Cabañas erzielten in der Vorrunde alle Treffer. Mit einem zweiten Platz in Gruppe konnte zum ersten Mal das Achtelfinale bei einer WM erreicht werden. Doch Paraguay verlor mit 0:3 gegen England.

### Die goldene Generation (1990–2006)
Nach dem ersten Erfolg bei einer Weltmeisterschaft über die Vorrunde hinauszukommen, schaffte es Paraguay nicht sich in den folgenden Vorrunden für eine WM (1990 und 1994) zu qualifizieren.
1992 gewannen die Südamerikaner das Qualifikationsturnier für die Olympischen Sommerspiele 1992 in Barcelona. Die Mannschaft wurde zweiter in deren Gruppe, scheiterte aber im Viertelfinale an Ghana.
In dieser Zeit spielten in der Nationalmannschaft viele junge Spieler. Carlos Gamarra, Celso Ayala, José Luis Chilavert und Francisco Arce waren die neue Generation von Fußballspielern in Paraguay.
Diese Generation schaffte es in den kommenden Jahren, dass die Albirroja erfolgreich an drei Weltmeisterschaften teilnahmen und in den südamerikanischen Turnieren immer zu den Topfavoriten zählten. Paraguay wurde zu einer der besten Mannschaften in Südamerika.
Bei der Fußball-Weltmeisterschaft 1998 konnte man sich in der Gruppe gegen Spanien, Nigeria und Bulgarien behaupten. Im Achtelfinale verlor die Mannschaft gegen den späteren Weltmeister Frankreich mit 0:1. In der Verlängerung erzielte Laurent Blanc das entscheidende Golden Goal. Carlos Gamarra, Celso Ayala und Torhüter José Luis Chilavert wurden für das All-Star Team des Turniers nominiert.
Bei der Fußball-Weltmeisterschaft 2002 scheiterte Paraguay ebenfalls im Achtelfinale. Die deutsche Nationalmannschaft besiegte die Südamerikaner mit 1:0. Torschütze war Oliver Neuville in der 88. Minute.
Bei der WM 2006 scheiterte die Albirroja in der Vorrunde an Schweden und England.

### Die Gegenwart
Nach der Fußball-Weltmeisterschaft 2006 legte der damalige Trainer Aníbal Ruiz sein Amt nieder. Raúl Vicente Amarilla übernahm interim den Posten des Cheftrainers. 2007 wurde der Argentinier Gerardo Martino neuer Trainer der Guaraníes.
In der Copa América erreichte man in letzten Jahren fast immer einen Platz unter den besten acht. Bei der letzten Copa América 2007 scheiterte die Mannschaft an Mexiko im Viertelfinale mit 6:0.
Nachdem viele Spieler der Goldenen Generation wie Carlos Gamarra, Francisco Arce, Celso Ayala und José Luis Chilavert ihren Rücktritt erklärt hatten, brauchte das Land neue Hoffnungsträger für die nächsten Jahre. Diese fanden sie in der paraguayischen U-19-Nationalmannschaft, die 2002, 2003 und 2006 das internationale Jugendturnier Milk Cup in Nordirland gewonnen hatten.
Spieler wie Nelson Valdez, Julio dos Santos, José Montiel und Óscar Cardozo wurden die neuen Schlüsselspieler der Mannschaft. Das neue Nationalteam schloss 2009 die CONMEBOL-Qualifikation für die Fußball-Weltmeisterschaft 2010 auf dem dritten Platz ab. Sogar Rekordweltmeister Brasilien konnte mit 2:0 besiegt werden. In der Vorrunde der WM belegte Paraguay nach einem Sieg gegen die Slowakei und zwei Remis gegen Italien und Neuseeland den 1. Platz und traf im Achtelfinale auf Japan. Nachdem die reguläre Spielzeit und Verlängerung ohne Tor geendet hatte, musste erstmals bei der WM in Südafrika die Entscheidung im Elfmeterschießen fallen. In diesem konnte Paraguay mit 5:3 gewinnen. Es war der erste Sieg in einem Elfmeterschießen für Paraguay, nachdem man zuvor bei zwei Elfmeterschießen bei der Copa América unterlegen war. Damit stand Paraguay erstmals im Viertelfinale einer WM, und erstmals waren vier südamerikanische Mannschaften unter den letzten Acht des Turniers. In einem dramatischen Spiel gegen Spanien, in dem innerhalb von 2 Minuten beide Mannschaften einen Strafstoß zugesprochen bekamen und verschossen, verlor Paraguay mit 0:1.
2011 gelang erstmals der Einzug in ein einzelnes Finale der Copa América. Dabei gelangen Paraguay im gesamten Turnier nur zwei Siege, beide im Elfmeterschießen. Die Gruppenphase wurde nach drei Unentschieden als einer der beiden besten Gruppendritten überstanden. Im Viertel- und Halbfinale spielte man jeweils 0:0 und gewann die beiden fälligen Elfmeterschießen, davon das erste mit 2:0 gegen Brasilien. Im Finale gegen Uruguay war Paraguay dann aber chancenlos und verlor mit 0:3.
Bei der Qualifikation zur Fußball-Weltmeisterschaft 2014 in Brasilien scheiterte das Nationalteam als Letzter in der Südamerika-Gruppe mit nur zwölf Punkten (Uruguay erreichte mit 25 Punkten das Play-off-Spiel).

## Teilnahme an Fußball-Weltmeisterschaften
Paraguay nahm an sieben Weltmeisterschaftsendrunden teil. Mehrmals schied man in der Qualifikation aus, darunter einmal gegen den späteren Weltmeister. Seitdem die Südamerika-Qualifikation im Liga-System zwischen allen südamerikanischen CONMEBOL-Mitgliedern ausgetragen wird, konnte sich Paraguay bis auf das enttäuschende Abschneiden bei der Eliminatorias 2014 und 2018 immer qualifizieren. Bislang kam das Team aber nicht über das Viertelfinale hinaus. Dabei verlor Paraguay dreimal in der K.o.-Runde mit 0:1, darunter zweimal gegen die späteren Weltmeister Frankreich und Spanien sowie 2002 gegen den späteren Vizeweltmeister Deutschland. 2010 konnte sich Paraguay unter anderem gegen den amtierenden Weltmeister Italien in der Gruppenphase durchsetzen.
| Jahr | Gastgeberland          | Teilnahme bis …    | Letzte(r) Gegner                       | Ergebnis | Trainer                | Bemerkungen und Besonderheiten |
| ---- | ---------------------- | ------------------ | -------------------------------------- | -------- | ---------------------- | --- |
| 1930 | Uruguay                | Vorrunde           | USA, Belgien                           | 9.       | José Durand Laguna     | Die Spiele gegen die USA und Belgien waren die ersten gegen eine nordamerikanische bzw. europäische Mannschaft. |
| 1934 | Italien                | nicht teilgenommen |                                        |          |                        | |
| 1938 | Frankreich             | nicht teilgenommen |                                        |          |                        | |
| 1950 | Brasilien              | Vorrunde           | Schweden, Italien                      | 11.      | Manuel Fleitas Solich  | |
| 1954 | Schweiz                | nicht qualifiziert |                                        |          |                        | In der Qualifikation an Vizeweltmeister Brasilien gescheitert |
| 1958 | Schweden               | Vorrunde           | Frankreich, Jugoslawien, Schottland    | 12.      | Aurelio González       | Das 3:7 gegen Frankreich ist eines der torreichsten Spiele der WM-Geschichte |
| 1962 | Chile                  | nicht qualifiziert |                                        |          |                        | In der Qualifikation an Mexiko gescheitert |
| 1966 | England                | nicht qualifiziert |                                        |          |                        | In der Qualifikation an Argentinien gescheitert |
| 1970 | Mexiko                 | nicht qualifiziert |                                        |          |                        | In der Qualifikation am späteren Weltmeister Brasilien gescheitert |
| 1974 | Deutschland            | nicht qualifiziert |                                        |          |                        | In der Qualifikation an Argentinien gescheitert |
| 1978 | Argentinien            | nicht qualifiziert |                                        |          |                        | In der Qualifikation an Brasilien gescheitert |
| 1982 | Spanien                | nicht qualifiziert |                                        |          |                        | In der Qualifikation an Chile gescheitert |
| 1986 | Mexiko                 | Achtelfinale       | England                                | 13.      | Cayetano Ré            | 0:3-Niederlage gegen England |
| 1990 | Italien                | nicht qualifiziert |                                        |          |                        | In der Qualifikation an Kolumbien gescheitert |
| 1994 | USA                    | nicht qualifiziert |                                        |          |                        | In der Qualifikation an Kolumbien und Vizeweltmeister Argentinien gescheitert |
| 1998 | Frankreich             | Achtelfinale       | Frankreich                             | 14.      | Paulo César Carpegiani | 0:1-Niederlage durch Golden Goal gegen den späteren Weltmeister |
| 2002 | Südkorea/Japan         | Achtelfinale       | Deutschland                            | 16.      | Cesare Maldini         | 0:1-Niederlage gegen den späteren Vizeweltmeister |
| 2006 | Deutschland            | Vorrunde           | England, Schweden, Trinidad und Tobago | 18.      | Aníbal Ruiz            | |
| 2010 | Südafrika              | Viertelfinale      | Spanien                                | 8.       | Gerardo Martino        | 0:1-Niederlage gegen den späteren Weltmeister |
| 2014 | Brasilien              | nicht qualifiziert |                                        |          |                        | Durch ein 2:5 am drittletzten Spieltag gegen Argentinien, das sich dadurch qualifiziert, verpasst Paraguay die Qualifikation. |
| 2018 | Russland               | nicht qualifiziert |                                        |          |                        | Durch ein 0:1 am letzten Spieltag gegen Venezuela verpasst Paraguay die Qualifikation. |
| 2022 | Katar                  | nicht qualifiziert |                                        |          |                        | Durch ein 0:4 am drittletzten Spieltag gegen Brasilien verpasst Paraguay die Qualifikation. |
| 2026 | Kanada, Mexiko und USA |                    |                                        |          |                        | In der im September 2023 begonnenen Qualifikation treten wieder alle zehn CONMEBOL-Mitglieder in Hin- und Rückspielen gegeneinander an. Die sechs bestplatzierten Mannschaften qualifizieren sich direkt für die WM-Endrunde 2026. Der Siebtplatzierte nimmt als südamerikanischer Teilnehmer am WM-Play-off-Turnier im März 2026 teil. |

## Teilnahme an der Copa América
- 1916 bis 1920 – nicht teilgenommen
- 1921 – 4. Platz
- 1922 – Finale
- 1923 – 3. Platz
- 1924 – 3. Platz
- 1925 – 3. Platz
- 1926 – 4. Platz
- 1927 – nicht teilgenommen
- 1929 – Finale
- 1935 – nicht teilgenommen
- 1937 – 4. Platz
- 1939 – 3. Platz
- 1941 – nicht teilgenommen
- 1942 – 4. Platz
- 1945 – nicht teilgenommen
- 1946 – 3. Platz
- 1947 – Finale
- 1949 – Finale
- 1953 – Sieger
- 1955 – 5. Platz
- 1956 – 5. Platz
- 1957 – nicht teilgenommen
- 1959 (I) – 3. Platz
- 1959 (II) – 5. Platz
- 1963 – Finale
- 1967 – 4. Platz
- 1975 – Runde 1
- 1979 – Sieger
- 1983 – Halbfinale
- 1987 – Runde 1
- 1989 – 4. Platz
- 1991 – Runde 1
- 1993 – Viertelfinale
- 1995 – Viertelfinale
- 1997 – Viertelfinale
- 1999 – Viertelfinale
- 2001 – Runde 1
- 2004 – Viertelfinale
- 2007 – Viertelfinale
- 2011 – Zweiter
- 2015 – Vierter
- 2016 – Vorrunde (Copa América Centenario)
- 2019 – Viertelfinale
- 2021 – Viertelfinale
- 2024 – Vorrunde

## Rekordspieler
Stand: 19. November 2024
Von den 2024 eingesetzten Spielern hat Gustavo Gómez die meisten Spiele (74) bestritten.
| Name                    | Position   | Jahre     | Spiele (Tore) | Rekordnationalspieler                           |
| ----------------------- | ---------- | --------- | ------------- | ----------------------------------------------- |
| Paulo da Silva          | Abwehr     | 2000–2017 | 148 (3)       | seit 26. März 2013 (110)                        |
| Justo Villar            | Tor        | 1999–2018 | 120 (0)       |                                                 |
| Roque Santa Cruz        | Angriff    | 1999–2016 | 112 (32)      |                                                 |
| Carlos Gamarra          | Abwehr     | 1993–2006 | 110 (12)      | 6. September 2003 bis 7. Juni 2013 (85 bis 110) |
| Cristian Riveros        | Mittelfeld | 2005–2018 | 101 (16)      |                                                 |
| Roberto Acuña           | Mittelfeld | 1993–2011 | 100 (5)       | 17. Mai 2002 (78) bis 6. Juli 2003 (84)         |
| Denis Caniza            | Abwehr     | 1996–2010 | 100 (1)       |                                                 |
| Celso Ayala             | Abwehr     | 1993–2003 | 85 (6)        | 2. Juli 2003 (84) bis 10. September 2003 (85)   |
| José Saturnino Cardozo  | Angriff    | 1991–2006 | 82 (25)       |                                                 |
| Carlos Bonet            | Mittelfeld | 2002–2012 | 80 (1)        |                                                 |
| Gustavo Gómez           | Abwehr     | 2013–     | 79 (4)        |                                                 |
| Roberto Fernández       | Tor        | 1976–1989 | 78 (0)        | 5. Mai 1989 (67) bis 2. Juni 2002 (78)          |
| Juan Bautista Torales   | Abwehr     | 1979–1989 | 77 (1)        | 17. November 1985 (49) bis 7. Mai 1989 (67)     |
| Nelson Valdez           | Angriff    | 2004–2016 | 77 (13)       |                                                 |
| José Luis Chilavert     | Tor        | 1989–2003 | 74 (8)        |                                                 |
| Carlos Humberto Paredes | Mittelfeld | 1998–2008 | 74 (10)       |                                                 |
| Estanislao Struway      | Mittelfeld | 1991–2002 | 74 (4)        |                                                 |
| Víctor Javier Cáceres   | Mittelfeld | 2005–2017 | 73 (2)        |                                                 |

## Rekordtorschützen
José Saturnino Cardozo war seit dem 5. September 2001 Rekordtorschütze, als er mit seinen Treffern 13 und 14 im Spiel gegen Bolivien den Rekord von Saturnino Arrúa und Julio César Romero zunächst einstellte und dann überbot. Am 9. Juli 2011 stellte Roque Santa Cruz beim 2:2 gegen Brasilien in der Copa América seinen Rekord von 25 Toren ein und überbot ihn am 7. Juni 2013, als er beim 1:2 im WM-Qualifikationsspiel gegen Chile in der 89. Minute den Anschlusstreffer erzielte.
| Name                    | Jahre     | Tore (Spiele) |
| ----------------------- | --------- | ------------- |
| Roque Santa Cruz        | 1999–2016 | 32 (112)      |
| José Saturnino Cardozo  | 1991–2006 | 25 (82)       |
| Cristian Riveros        | 2005–2016 | 16 (101)      |
| Saturnino Arrúa         | 1969–1980 | 13 (26)       |
| Julio César Romero      | 1979–1986 | 13 (32)       |
| Nelson Valdez           | 2004–2016 | 13 (77)       |
| Óscar Cardozo           | 2006-     | 12 (57)       |
| Carlos Gamarra          | 1993–2006 | 12 (110)      |
| Miguel Ángel Benítez    | 1996–1999 | 11 (29)       |
| Roberto Cabañas         | 1981–1993 | 11 (28)       |
| Lucas Barrios           | 2010–2017 | 10 (34)       |
| Marcial Barrios         | 1939–1949 | 10 (<25)      |
| Salvador Cabañas        | 2003–2009 | 10 (45)       |
| Aurelio González        | 1924–1937 | 10 (23)       |
| Carlos Humberto Paredes | 1998–2008 | 10 (74)       |
| Gerardo Rivas           | 1921–1926 | 10 (32)       |
| Juan Bautista Villalba  | 1945–1947 | 10 (22)       |

Stand: 19. November 2024

## Trainer
(unvollständig)
| Name des Trainers          | Zeitraum                    | Bemerkung                                                                             |
| -------------------------- | --------------------------- | ------------------------------------------------------------------------------------- |
| José Durand Laguna         | 1921–1922                   |                                                                                       |
| Manuel Fleitas Solich      | 1922–1929                   |                                                                                       |
| José Durand Laguna         | 1929–1945                   | • Trainer bei der Weltmeisterschaft 1930                                              |
| Manuel Fleitas Solich      | 1945–1946                   |                                                                                       |
| Aurelio González           | 1946–1947                   |                                                                                       |
| Manuel Fleitas Solich      | 1947–1951                   | • Trainer bei der Weltmeisterschaft 1950                                              |
| Julio Ramírez              | 1951–1955                   |                                                                                       |
| Aurelio González           | 1955–1959                   | • Trainer bei der Weltmeisterschaft 1958                                              |
| Benjamin Laterza           | 1959–1962                   |                                                                                       |
| Ondino Viera               | 1963                        | • Trainer bei der Copa América 1963                                                   |
| Manuel Fleitas Solich      | 1962–1965                   |                                                                                       |
| Aurelio González           | 1965–1974 [?]               |                                                                                       |
| Heriberto Herrera          | 1967                        |                                                                                       |
| Benjamín Benítez           | 1974–1976                   |                                                                                       |
| Ramón Rodríguez            | 1976–1980 [?]               |                                                                                       |
| Ranulfo Miranda            |                             | • Trainer bei der Copa América 1979 1979: Copa-América-Gewinner                       |
| Heriberto Herrera          | 1980                        |                                                                                       |
| Carlos Monin               | 1980–1983                   |                                                                                       |
| José Sasía                 | 1981                        |                                                                                       |
| Ranulfo Miranda            | 1983–1985                   |                                                                                       |
| Cayetano Ré                | 1986–1988                   | • Trainer bei der Weltmeisterschaft 1986                                              |
| Eduardo Luján Manera       | 1988–1989                   | • Trainer bei der Copa América 1989                                                   |
| Rubén Óscar Valdez         | 1990                        |                                                                                       |
| Carlos Kiese               | 1991–1992                   | • Trainer bei der Copa América 1991                                                   |
| Sergio Markarián           | 1992                        |                                                                                       |
| Alicio Solalinde           | 1993–1994                   | • Trainer bei der Copa América 1993                                                   |
| László Kubala              | 1995                        |                                                                                       |
| Paulo César Carpegiani     | 1996–1998                   | • Trainer bei der Copa América 1997 • Trainer bei der Weltmeisterschaft 1998          |
| Ever Hugo Almeida          | 1999                        | • Trainer bei der Copa América 1999                                                   |
| Sergio Markarián           | 1999–2000                   | • Trainer bei der Copa América 2001                                                   |
| Cesare Maldini             | 2001–2002                   | • Trainer bei der Weltmeisterschaft 2002                                              |
| Aníbal Ruiz                | Juli 2002 – Juni 2004       |                                                                                       |
| Carlos Jara Saguier        | 2004                        | • Trainer bei der Copa América 2004                                                   |
| Aníbal Ruiz                | Juli 2004 – Juli 2006       | • Trainer bei der Weltmeisterschaft 2006                                              |
| Raúl Vicente Amarilla      | 2006–2007                   | • Interimstrainer                                                                     |
| Gerardo Daniel Martino     | März 2007–2011              | • Trainer bei der Copa América 2007 und 2011 • Trainer bei der Weltmeisterschaft 2010 |
| Francisco Arce             | 2011–Juni 2012              |                                                                                       |
| Gerardo Pelusso            | Juli 2012–Juni 2013         |                                                                                       |
| Víctor Genes               | Juli 2013–Dezember 2014     |                                                                                       |
| Ramón Díaz                 | Dezember 2014–Juni 2016     |                                                                                       |
| Francisco Arce             | August 2016–Dezember 2017   |                                                                                       |
| Gustavo Morínigo           | Februar 2018–September 2018 |                                                                                       |
| Juan Carlos Osorio         | September 2018–Februar 2019 |                                                                                       |
| Eduardo Berizzo            | Februar 2019–Oktober 2021   |                                                                                       |
| Guillermo Barros Schelotto | Oktober 2021–Januar 2023    |                                                                                       |
| Daniel Garnero             | September 2023 – Juli 2024  |                                                                                       |
| Gustavo Alfaro             | August 2024–                |                                                                                       |

## Länderspiele gegen deutschsprachige Fußballnationalmannschaften
|    | Datum           | Ort            | Anlass                | Heimmannschaft | Resultat  | Gastmannschaft |
| -- | --------------- | -------------- | --------------------- | -------------- | --------- | -------------- |
| 1. | 15. Juni 2002   | Seogwipo ()    | WM 2002, Achtelfinale | Paraguay       | 0:1 (0:0) | Deutschland    |
| 2. | 2. Juni 2007    | Wien           | Freundschaftsspiel    | Österreich     | 0:0       | Paraguay       |
| 3. | 14. August 2013 | Kaiserslautern | Freundschaftsspiel    | Deutschland    | 3:3 (2:3) | Paraguay       |

Bisher gab es keine Partien gegen die Schweiz und Liechtenstein.